# STS-88
STS-88 est la treizième mission de la navette spatiale Endeavour et la première mission vers la station spatiale internationale.

## Équipage
- Robert D. Cabana (4), Commandant  États-Unis
- Frederick W. Sturckow (1), Pilote  États-Unis
- Nancy J. Currie (3), Spécialiste de mission  États-Unis
- Jerry L. Ross (7), Spécialiste de mission  États-Unis
- James H. Newman (3), Spécialiste de mission  États-Unis
- Sergei K. Krikalev (4), Spécialiste de mission  Russie

Le chiffre entre parenthèses indique le nombre de vols spatiaux effectués par l'astronaute, STS-88 inclus.

## Paramètres de la mission
- Masse :
  - Navette au décollage : 90 854 kg
  - Chargement : 12 501 kg
- Périgée : 388 km
- Apogée : 401 km
- Inclinaison : 51,6°
- Période : 92,4 min

### Amarrage à la station ISS
- Début : 7 décembre 1998, 02 h 07 min 00 s UTC
- Fin : 13 décembre 1998, 20 h 24 min 30 s UTC
- Temps d'amarrage : 6 jours, 18 heures, 17 minutes, 30 secondes

### Sorties dans l'espace
- Ross et Newman  - EVA 1
- Début de EVA 1 : 7 décembre 1998 - 22h10 UTC
- Fin de EVA 1 : 8 décembre 1998 - 05h31 UTC
- Durée : 7 heures, 21 minutes

- Ross et Newman  - EVA 2
- Début de EVA 2 : 9 décembre 1998 - 20h33 UTC
- Fin de EVA 2 : 10 décembre 1998 - 03h35 UTC
- Durée : 7 heures, 02 minutes

- Ross et Newman  - EVA 3
- Début de EVA 3 : 12 décembre 1998 - 20h33 UTC
- Fin de EVA 3 : 13 décembre 1998 - 03h32 UTC
- Durée : 6 heures, 59 minutes

## Objectifs
Cette mission de sept jours avait pour objectif d'ajouter le module américain Unity au module russe Zarya précédemment envoyé en orbite. En plus de Unity, deux modules d'accouplement pressurisés (PMA) ont également été envoyés en orbite. Un PMA a été installé à chaque écoutille axiale d'Unity : un servant à assurer la connexion entre Unity et Zarya et l'autre à assurer la connexion Unity-navette.

## Déroulement
Sauf indications, les heures sont exprimés en CST, heure du centre et de Houston

### Décollage
Le jeudi 3 décembre, le décollage est repoussé de 24 heures car à T-4 minutes, une alarme s'est déclenchée. La NASA a préféré ne pas prendre de risques.
Après un briefing le matin du 4 décembre 1998, Endeavour décolle parfaitement à 8H35 UTC.

### Premier jour dans l'espace
Durant le premier jour, le 4 décembre, les astronautes préparent la capture avec Zarya puis entament une période de sommeil. À 15h36, après le réveil, les astronautes vérifient le Canadarm et leurs combinaisons en vue des sorties extra-véhiculaires

### 5 décembre 1998
Le 5 décembre, les astronautes préparent le module Unity pour l'accouplement avec Zarya, le premier module de l'ISS. Ils ont installé les ports PMA qui sont des ports d'amarrage, un pour Zarya et un pour la navette spatiale.

### Capture de Zarya (6 décembre)
Après quelques manœuvres et quelques tirs de rendez-vous orbitaux.[pas clair]Après être passé en contrôle manuel, Zarya est capturé par le Canadarm. Les astronautes préparent l'entrée dans Zarya et la sortie extra-véhiculaire du lendemain.

### La première EVA (7 décembre)
Durant l'EVA, Ross et Newman ont connecté des câbles entre Zarya et Unity. Ils ont également préparé du matériel pour les futures sorties, dont une main courante, puis ils ont préparé les chauffages et les antennes TORU. Pour finir la journée, les circuits de Zarya ont été allumés pour pouvoir alimenter Unity

### Le jour de repos (8 décembre)
Le 8 décembre, Ross, Newman, Currie et Krikalev ont préparé la deuxième EVA tandis que le commandant Cabana et le pilote Sturckow ont réajusté la navette. Dès 19h30, l'équipe avait un temps de repos.

### Le 9, 10, 11 décembre: entrée dans l'ISS
Ross et Newman, durant cette EVA, ont mis en place des antennes et préparé les écoutilles d'Unity,,. Le lendemain, le 10 décembre, vers 14 h 00, les astronautes rentrent dans Unity et établissent un système de communication. À 15 h 12, la trappe entre Zarya et Unity est ouverte est Robert Cabana est le premier astronaute à entrer dans Zarya. Ils remplacent une unité défectueuse et préparent l'expédition 1,. Le vendredi 11, après avoir qualifié tous les systèmes de Zarya et d'Unity, la trappe entre Zarya et Unity est refermée.

### Fin de la mission
Le 12 décembre, Ross et Newman effectuent une dernière sortie dans l'espace, pour entre autres prendre des photos de la station et tester les gilets de sauvetage des EVA,,. Le dimanche 13 décembre, à 14h25, Endeavour se désamarre de la station spatiale internationale. Pour finir la journée, les astronautes déploient des satellites. Le 14 et 15 décembre, ils préparent l’atterrissage pour finalement se poser le 15 décembre à 21h54

### Retour à Houston
Après avoir passé toute la journée du 16 décembre au Kennedy Space Center, à 10h30, le jeudi 17 décembre, les astronautes sont de retour à Houston pour leur cérémonie de retour de mission,,.

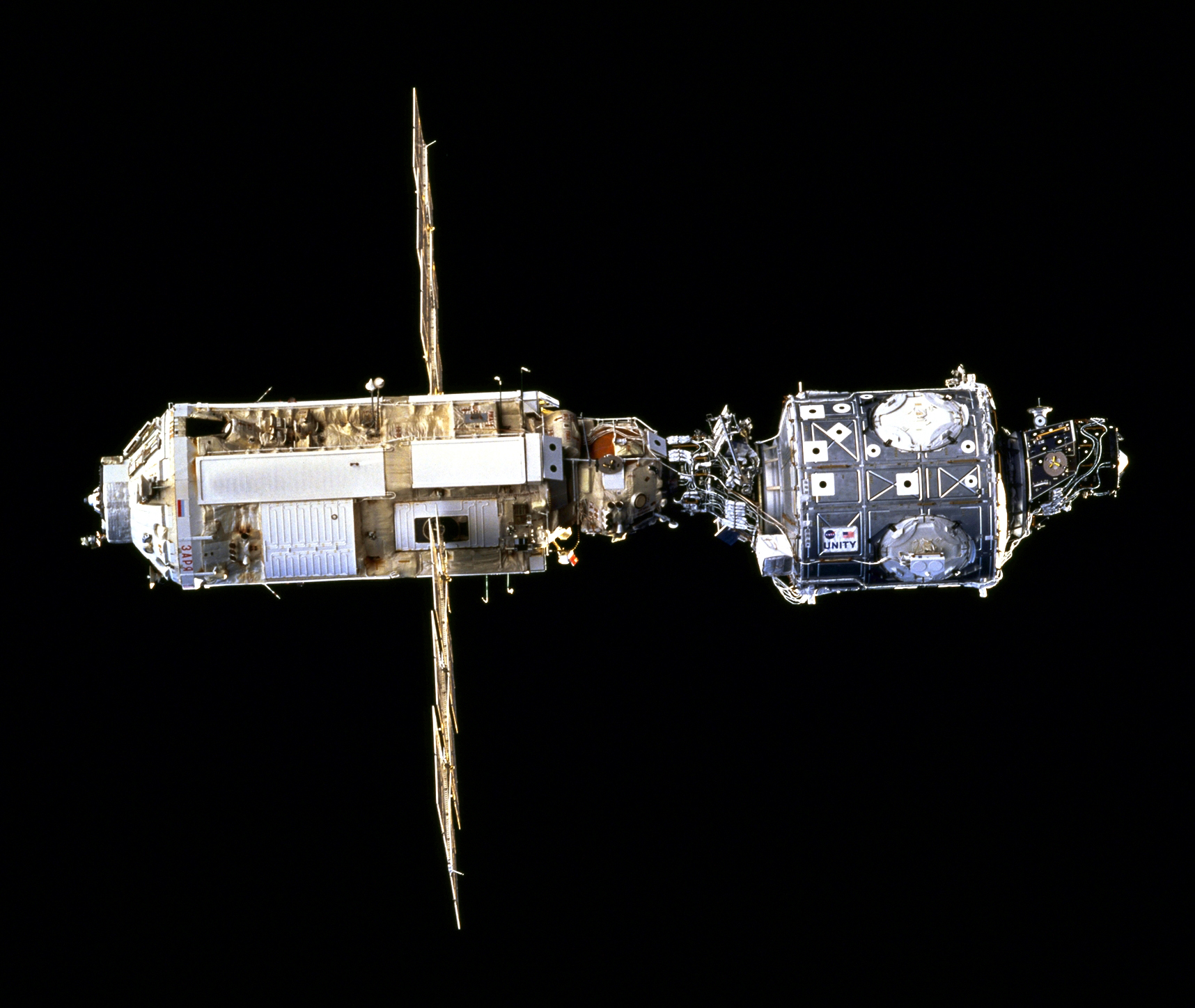
ISS après la mission STS-88